# Sandviken (comuna)
Sandviken (em sueco: Sandviken kommun) é uma comuna da Suécia localizada no condado de Gävleborg. Sua capital é a cidade de Sandviken. Possui 1 166 quilômetros quadrados e segundo censo de 2018, havia 39 208 habitantes.